# Симоновський Петро Іванович
Петро́ Іва́нович Симоно́вський (бл. 1717 — 1809, Київ) — історик, правник і державний діяч, зі старшинського роду Ніжинського полку.

## Життєпис
Петро Симоновський - вихованець Київської Академії (1746—47) і університетів у Галле, Віттенбергу і Кеніґсберґу (1748—51). По поверненні на Україну — перекладач при Генеральній Військовій Канцелярії (1753). Сотник кобижчанський Київського полку (1757—64), земський суддя Остерського повіту (1764); 1767—81 — член Генерального Суду, 1782—97 голова 1 Департаменту Київського Верхнього Земського Суду.
Симоновський один з найвченіших людей Лівобережної України того часу, автор «Краткого описания о козацком малороссийском народе и о военных его делах» (1765), у якому подано в дусі національної державної ідеології загальний огляд історії України козацько-гетьманської доби (до 1750); цей твір видав Осип Бодянський (1847). 
П. І. Симоновський брав участь в топографічно-економічному описі Лівобережної України (1770—80-і pp.) і був редактором, а, можливо, й автором «Топографического описання Киевского наместничества» 1786, що залишилося в рукописі, та інших творів.